# 吴劳
吴劳（1916年—2009年），原名吴高卢（一作高炉），曾用名吴高清（一作尚清），男，浙江义乌人，中国工艺美术教育家、画家、艺术评论家，曾任中国美术家协会理事。